# Titularbistum Villa Regis
Villa Regis (ital.: Villa del Re) ist ein antikes katholisches Bistum in Numidien (Afrika), das heute ein Titularbistum der römisch-katholischen Kirche ist.
| Titularbischöfe von Villa Regis |                                 |                                                          |                  |                   |
| Nr.                             | Name                            | Amt                                                      | von              | bis               |
| 1                               | Francisco de Guruceaga Iturriza | Weihbischof in Ciudad Bolívar (Venezuela)                | 31. März 1967    | 18. Juni 1969     |
| 2                               | Saturnino Rubio y Montiél       | emeritierter Bischof von Osma-Soria (Spanien)            | 4. Dezember 1969 | 23. April 1971    |
| 3                               | Darío Castrillón Hoyos          | Koadjutorbischof von Pereira (Kolumbien)                 | 22. Juni 1971    | 1. Juli 1976      |
| 4                               | Franz Xaver Eder                | Weihbischof und Koadjutorbischof in Passau (Deutschland) | 6. Mai 1977      | 15. Oktober 1984  |
| 5                               | Henryk Muszynski                | Weihbischof in Kulm (Polen)                              | 23. Februar 1985 | 19. Dezember 1987 |
| 6                               | Kazimierz Nycz                  | Weihbischof in Krakau (Polen)                            | 14. Mai 1988     | 9. Juni 2004      |
| 7                               | Karlheinz Diez                  | Weihbischof in Fulda (Deutschland)                       | 13. Juli 2004    |                   |